# Mieczysław Kaczyński (psychiatra)

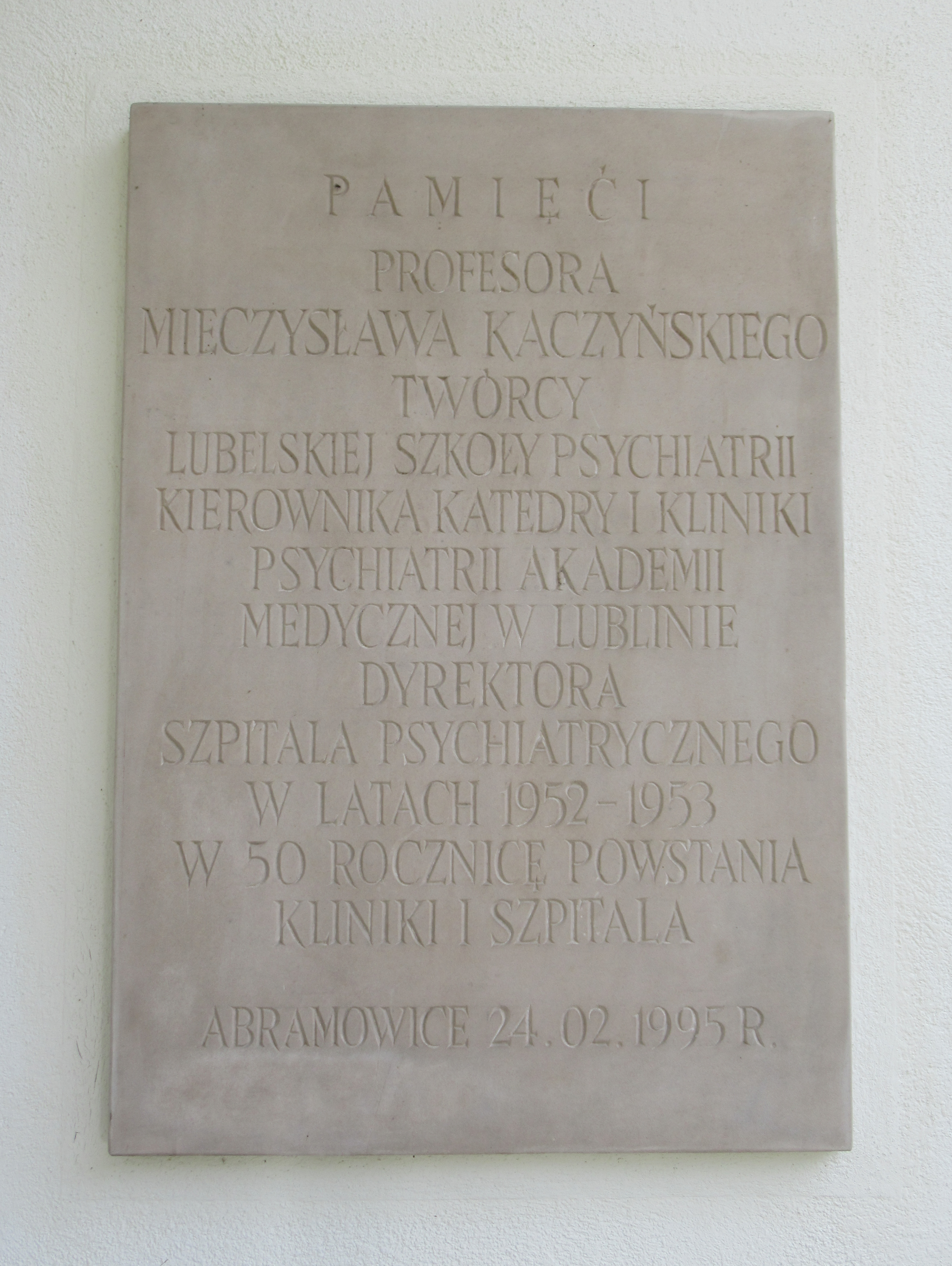
Tablica pamiątkowa w Szpitalu Neuropsychiatrycznym w Lublinie

Mieczysław Kaczyński (ur. 1906, zm. 1985) – polski lekarz psychiatra, badacz schizofrenii.

## Życiorys
Syn Franciszka. Studiował medycynę w Warszawie, gdzie w 1930 otrzymał dyplom lekarski, w 1936 obronił doktorat, a w 1946 uzyskał habilitację. Po śmierci  Jana Mazurkiewicza w roku 1947 kierował Kliniką Psychiatrii w Tworkach, a następnie, w latach 1950–1971, Kliniką Psychiatrii w Lublinie (Abramowicach). Zmarł na emigracji. 
Mieczysław Kaczyński opublikował 37 prac naukowych, głównie dotyczących wczesnych zaburzeń schizofrenicznych. W czasach stalinizmu uratował, dokonał ostatecznej redakcji, a następnie wydał dwa najważniejsze dla rozwoju polskiej psychiatrii dzieła Jana Mazurkiewicza, w których zaprezentowano teorię psychofizjologiczną: Wstęp do psychofizjologii normalnej (1959) i Wstęp do psychofizjologii patologicznej (1958). 
Szpital Neuropsychiatryczny w Lublinie przy ul. Abramowickiej nosi obecnie imię profesora Mieczysława Kaczyńskiego. W 1998 ustanowiono Nagrodę Naukową jego imienia, przyznawaną co trzy lata, której celem jest promowanie rozwoju polskiej psychiatrii.

## Odznaczenie
- Krzyż Kawalerski Orderu Odrodzenia Polski (1954)[1]